# ویکی‌پدیای روسینی
ویکی‌پدیای روسینی نسخه زبان روسینی وب‌گاه ویکی‌پدیا است.
زبان روسینی تا ۴ نوامبر ۲۰۱۳ با بیش از ۵٬۹۷۰ مقاله در رده صدوچهل‌ودو ویکی‌پدیاها قرار گرفته‌است.